# Union pour un meilleur futur de la Bosnie-Herzégovine
L'Union pour un meilleur futur de la Bosnie-Herzégovine (en bosnien : Savez za bolju budućnost BiH abrégé SBB BiH) est un parti politique bosniaque de centre-droit en Bosnie-Herzégovine. Le parti est fondé en 2009 par Fahrudin Radončić, le fondateur et propriétaire de Dnevni avaz (en), le plus grand quotidien de Bosnie-Herzégovine.
Au 19 avril 2017, le parti compte 76 000 membres.

## Résultats électoraux

### Élections présidentielles
| Année | Rang | Candidat          | Votes   | %     | Représentant | Élu |
| ----- | ---- | ----------------- | ------- | ----- | ------------ | --- |
| 2010  | 2e   | Fahrudin Radončić | 142 387 | 30,49 | Bosniaques   | Non |
| 2014  | 2e   | Fahrudin Radončić | 201 454 | 26,78 | Bosniaques   | Non |
| 2018  | 3e   | Fahrudin Radončić | 75 210  | 12,95 | Bosniaques   | Non |

### Élections parlementaires
| Année | Voix    | Sièges                    | Sièges              | Rang | Gouvernement                            |
| Année | Voix    | Chambre des représentants | Chambre des peuples | Rang | Gouvernement                            |
| ----- | ------- | ------------------------- | ------------------- | ---- | --------------------------------------- |
| 2010  | 130 448 | 4 / 42                    | 0 / 15              | 5e   | Opposition puis gouvernement après 2012 |
| 2014  | 142 003 | 4 / 42                    | 1 / 15              | 5e   | Opposition puis gouvernement après 2016 |
| 2018  | 68 991  | 2 / 42                    | 1 / 15              | 9e   | Gouvernement puis opposition après 2020 |